# Les Églises-d'Argenteuil

Les Églises-d'Argenteuil este o comună în departamentul Charente-Maritime, Franța. În 1 ianuarie 2022 avea o populație de 533 de locuitori.